# Вико Екуенсе
Вѝко Екуѐнсе (на италиански: Vico Equense) е пристанищен град и община в Южна Италия, провинция Неапол, регион Кампания. Разположен е на брега на Тиренско море, на северния бряг на сорентския полуостров. Населението на общината е 21 174 души (към 2010 г.).